# Edvard Stanislavovič Radzinski
Edvard Stanislavovič Radzinski (rusko Э́двард Станисла́вович Радзи́нский), ruski zgodovinar, dramatik, pisatelj, pripovednik in televizijski voditelj, * 23. september 1936, Moskva, Rusija (tedaj Sovjetska zveza).